# Годзюр, Ярослав Михайлович
Яросла́в Миха́йлович Годзю́р (укр. Ярослав Михайлович Годзюр; род. 6 марта 1985, Ивано-Франковск) — украинский и российский футболист, вратарь. Рекордсмен среди всех украинских футболистов по матчам в чемпионатах России (198).

## Карьера

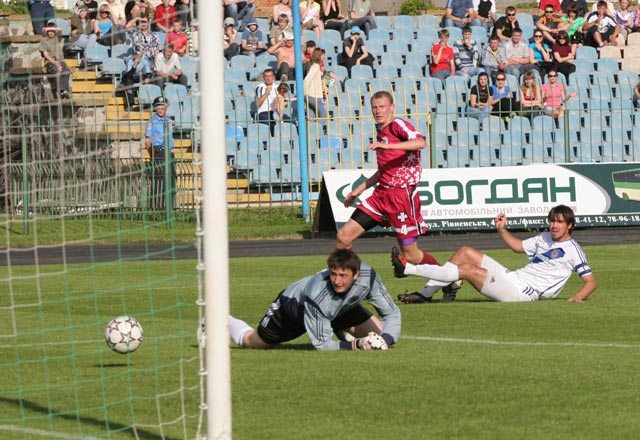
Ярослав Годзюр пропускает гол от Богдана Карковского (матч «Волынь» — «Динамо-2»)

В 2002—2004 годах выступал во второй лиге чемпионата Украины за команду «Черногора» (Ивано-Франковск). В 2004—2006 годах играл в клубе первой украинской лиги «Газовик-Скала» (Стрый).
В августе 2006 года перешёл в самарские «Крылья Советов», где выступал только за дубль, место в первой команде было занято Макаровым и Лобосом. В 2006 и 2007 годах провёл в турнире дублёров 25 матчей, пропустил 19 мячей. Так и не сыграв ни одного матча за основной состав «Крыльев», после завершения чемпионата 2007 года покинул клуб.
В январе 2008 года находился на просмотре в киевском «Динамо» и до лета был игроком второй команды.
В июне 2008 года прибыл на просмотр в грозненский «Терек», 18 июля был включён в заявку клуба. 10 августа 2008 года дебютировал в составе «Терека» в матче 17-го тура чемпионата России против команды «Спартак-Нальчик», завершившемся победой нальчан 2:0. Отлично сыграл в 9 туре сезона-2014/15 в игре с «Ростовом».
В сезоне 2015/16 проиграл конкуренцию Евгению Городову, сыграв последний матч в чемпионате России за «Терек» в сентябре 2016 года против пермского «Амкара».
14 июня 2017 года подписал контракт с екатеринбургским «Уралом». 1 марта 2022 года контракт игрока с клубом был расторгнут по обоюдному согласию сторон.
Имеет двойное гражданство Украины и России.